# Flik 2
A Flik 2 (Fliegerkompanie 2; 2. repülőszázad) az Osztrák-Magyar Légierő egyik legkorábban alapított repülőszázadainak egyike volt. Később a századot felderítőszázaddá szervezték át, amelynek következtében nevéhez került egy „D” (Divisions-Kompanie) jelzés.

## Története
A századot a világháború kitörésekor a szerb frontra küldték. Állomáshelyük a Brezovo Polje (ma Bosznia-Hercegovina) melletti repülőtéren volt. 1915. június 23-án átköltözött az olasz frontra, Haidenschaftba, 1917. augusztus 18-án pedig Veldesbe. A 2D kódot az 1917. július 25-i átszervezés után kapta. 1917. október 24-én a század a 14. német hadsereg alárendeltségébe került és így vett részt a 12. isonzói csatában. 1918. június 15-én a 6. hadsereghez szervezték át és a Flik 2D átköltözött San Pietro di Campo repterére. A század részt vett az osztrák-magyar összeomlással végződő Piave-offenzívában 1918 júniusában. Utolsó bázisa Feltrében volt, ahová október 15-én került át, ekkor átkeresztelték Flik 2K-ra (Korps-Kompanie, hadtesthez utalt felderítőszázad). A háború során ászpilótái 11 légi győzelmet arattak, az összes pilóta légi győzelmeinek száma nem ismert. A háború (amely a repülőgép állomány szinte teljes elveszítésével járt) után, a békeszerződések következtében a légierő mint fegyvernem megszűnt a Monarchia területén, ennek következtében az összes repülőszázadot feloszlatták.

## Századparancsnokok
- Baár Róbert főhadnagy
- Richard Hübner százados
- Ferdinand von Grabensprung százados
- Eugen Somssich de Saard lovassági százados
- August Raft von Marwil főhadnagy
- Fritz Losert főhadnagy

## Ászpilóták
A 2. repülőszázadban összesen 3 ászpilóta szolgált, mindegyikük magyar.
| Név           | Légi győzelem a században |
| ------------- | ------------------------- |
| Gräser Ferenc | 1                         |
| Wéber Rudolf  | 5                         |
| Wognár Ferenc | 5                         |
| Összesen:     | 11 igazolt légi győzelem  |

## Repülőgépek
A század pilótái a következő gépeket repülték:
- Aviatik B.I
- Hansa-Brandenburg C.I
- Lloyd C.I
- Albatros D.III

## Századjelzés
A Flik 2D gépeit 1918. április 14-e után a futómű keréktárcsáit feketére festették és a vezérsíkra függőleges piros csík került.  